# Очеретник бурый
Очере́тник бу́рый (лат. Rhynchóspora fúsca) — вид травянистых растений рода Очеретник (Rhynchospora) семейства Осоковые (Cyperaceae).

## Ботаническое описание

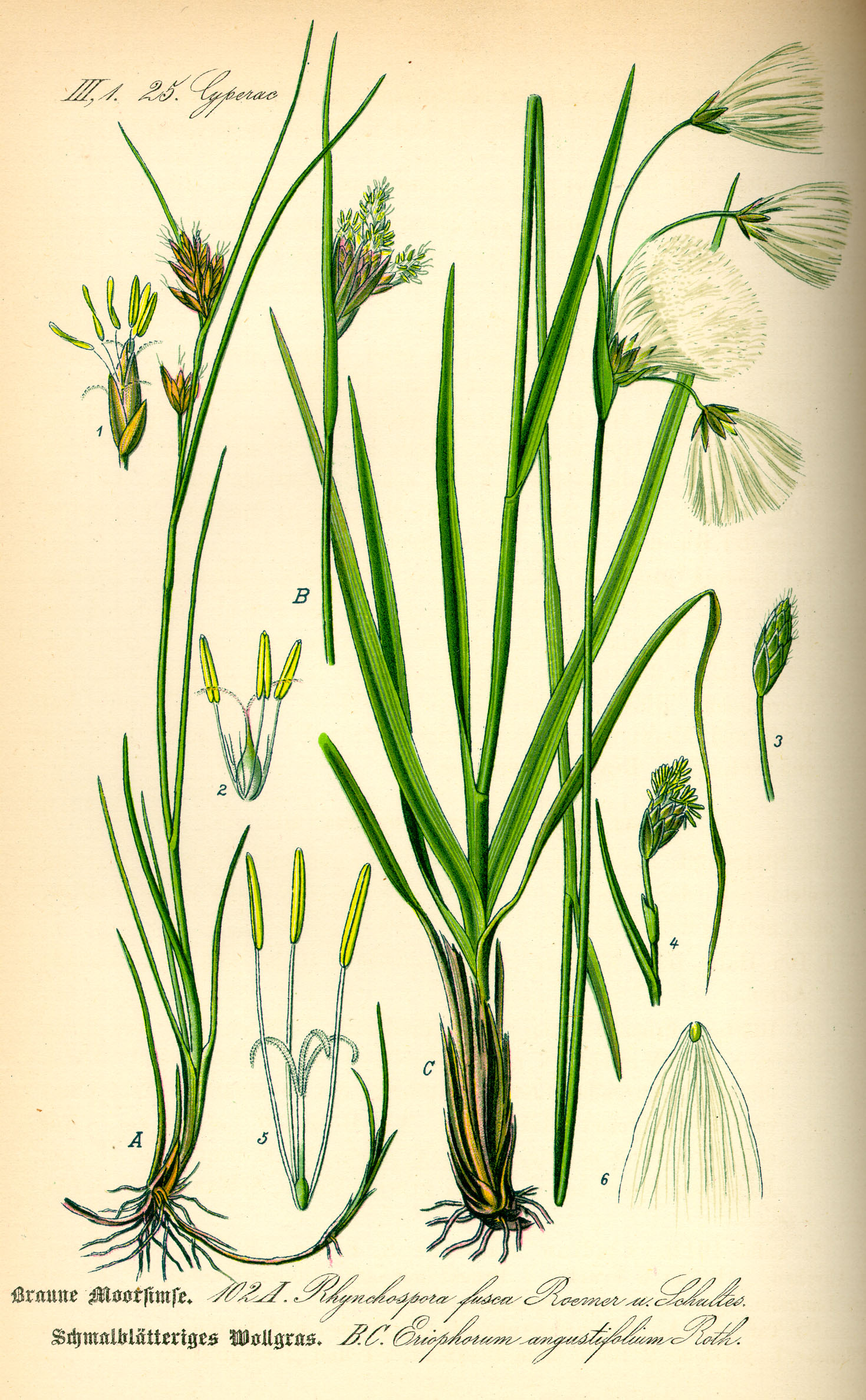
Очеретник бурый (A).

Многолетнее травянистое растение, до 10—30 см высотой. Корневище ползучее. Листья узколинейные, 1—1,5 мм шириной.
Соцветие — рыжевато-коричневый колос. Плод — обратнояйцевидный орешек.
Цветение в июле—августе.

## Ареал
В России известен ряд местнохаждений данного вида очеретника в Ленинградской и Новгородской областях, в республике Карелия. Вне России встречается на юге Скандинавии, в Южной и Атлантической Европе, на востоке Северной Америки.

## Охранный статус
Редкий вид. Вымирает в связи с мелиораций территории на местах произростания, а также из-за конкуренции с очеретником белым (Rhynchospora alba). Занесён в Красные книги России, Карелии, Новгородской и Ленинградской области. За рубежом охраняется в Литве, Латвии, Эстонии.